# Quilles de Pomeleuc
Le jeu de quilles de Pomeleuc est un jeu de quilles pratiqué dans le hameau de Pomeleuc, dans la commune de Lanouée, dans le Morbihan (région Bretagne). 
Le jeu de quilles de Pomeleuc est inscrit à l’Inventaire du patrimoine culturel immatériel en France dans le domaine des jeux.

## Historique
S’il n’est aujourd’hui pratiqué que dans le hameau de Pomeleuc, il était auparavant bien plus courant, en particulier à la fin du XIXe siècle et au XXe siècle. En effet, c’était un prétexte pour se retrouver entre villageois. 
Aujourd'hui, les joueurs se retrouvent dans le café de Pomeleuc.

## Matériel et règles du jeu
Le jeu peut se jouer en individuel ou en équipe. 
Chaque joueur lance tour à tour une boule (en bois de hêtre ou de pommier percée de trous pour les doigts), qui ne doit pas toucher le sol avant le trait tiré 10 centimètres avant la première rangée de quilles. En individuel chaque joueur tire quatre boules à la suite. Les quilles sont en bois blanc et sont au nombre de 9, réparties comme tel : 8 de 70 centimètres et 1 de 75 centimètres. C’est cette dernière qui est posée au centre du carré formé par les autres quilles. Parmi les 8 autres quilles, il y a une quille de 5 points, une quille de 3 points (devant et derrière la quille de 9 points) et les autres quilles valant un point chacune.
Cependant, le décompte des points dépend de la manière dont les quilles tombent. La quille de 9 rapporte 2 points si elle tombe seule dans l’aire de jeu, mais 9 si elle sort de l’aire de jeu par l’arrière. La quille de 5 vaut 5 ou 10 points dans les mêmes conditions. La quille de 3 vaudra dans tous les cas 3 points si elle est tombée seule. Les quilles de 1 valent un point. Si plusieurs quilles tombent en même temps, chacune vaut un point, quelle que soit leur valeur d’origine. 
La manche s’arrête lorsqu’un joueur ou une équipe a atteint les 36 points pile, si l’on dépasse ce nombre, on redescend à 27 points. 
Une partie peut se composer de plusieurs manches. 